# Treze Cadeiras
Treze cadeiras é um filme brasileiro de 1957, produzido pela
Atlântida, dirigido por Francisco Eichhorn e roteiro de José Cajado Filho e Ilya Ilf. Tem em seu elenco Oscarito, Renata Fronzi, Zé Trindade, Oswaldo Elias e Zezé Macedo.

## Sinopse
Oscarito interpreta Bonifácio, um barbeiro do interior que recebe de uma tia, como herança, uma mansão na cidade, mas o imóvel é confiscado e ele acaba ficando apenas com 13 cadeiras. Após vendê-las, desespera-se ao descobrir que a falecida havia escondido uma fortuna no estofamento de uma delas. Junto com a dançarina de cabaré Ivone (Renata Fronzi), ele tentará então reavê-las, se envolvendo em muita confusão. Filme baseado no romance russo "As 12 cadeiras". A história original se passa na Rússia na época da revolução bolchevique. O romance teve algumas adaptações para o cinema, sendo a mais conhecida a versão do diretor Mel Brooks de 1970 "The Twelve Chairs"  conhecida no Brasil conhecido Banzé na Rússia.